# Dietmar Pegam
Dietmar Pegam (* 11. Juni 1968 in Graz) ist ein ehemaliger österreichischer Fußballspieler und aktueller -trainer.

## Karriere
Dietmar Pegam schloss sein Studium an der Pädagogischen Akademie der Diözese Graz-Seckau als Diplom-Pädagoge für das Lehramt an Volksschulen ab.
Als Spieler war Pegam von 1986 bis 1992 beim SK Sturm Graz engagiert, wo er auf 60 Bundesligaspiele kam. Weitere Stationen in der 2. Division waren der SVL Flavia Solva, der Grazer AK und der SV Oberwart.
Seine Trainerkarriere begann Dietmar Pegam bei unterklassigen Vereinen. Nachdem er beim SC Fürstenfeld als Spielertrainer engagiert war, bekam er ein Angebot seines ehemaligen Klubs GAK, als Trainer in der Nachwuchs-Akademie mitzuarbeiten. Im Sommer 2007 wurde er zum Cheftrainer des GAK ernannt. Durch den Konkurs und die Nichterteilung der Lizenz musste der GAK in die Regionalliga Mitte. Mit jungen Spielern konnte er einen Platz im oberen Mittelfeld erreichen.
Im Jänner 2008, kurz vor der erneuten Konkursverhandlung, verließ Pegam den GAK und begann beim österreichischen Bundesligisten SK Austria Kärnten als Co-Trainer von Klaus Schmidt zu arbeiten. Nach Saisonende 2008/09 verließ Pegam die Kärntner und wechselte zu seinem Stammverein SK Sturm Graz, wo er hauptsächlich die Leitung der Akademie übernimmt, aber auch als 2. Co-Trainer aktiv ist.